# Kaliffens Æventyr
Kaliffens Æventyr er en dansk stum komediefilm fra 1908 produceret af Nordisk Films Kompagni og instrueret af Viggo Larsen.

## Handling
Kaliffen keder sig. På trods af storvesirens ihærdige indsat kan der ikke fremkaldes et smil fra Kaliffen. De mest forførende danse af hans smukkeste haremsdamer har ingen anden effekt på ham end en høj gaben. Og da hoffets herrer udfører en meget komisk dans fører det kun en anmodning om at forsvinde så hurtigt. Storvesiren er fuldstændig desperat.
Men så husker han pludselig, at en tryllekunstner har en ring, der kan bruges til at transportere sig til et hvilket som helst sted. Tryllekunstneren bliver straks hentet og tvunget til at opgive ringen og afsløre det magiske ord, der aktiverer ringens kraft. Kaliffen griber grådigt fat i ringen, gnider den og ønsker sig 1.000 mil væk, og han forsvinder sporløst. Ministrene tror, at troldmanden har fortryllet kaliffen og trylekunstneren sættes i fængsel, hvor han skal være, indtil kaliffen vender tilbage. Sker det ikke, mister trylekunstneren hovedet. 
Kaliffen har knap nok udtalt det magiske ord før end han befinder sig til et karneval i en storby i Vesten. Her vækker hans fremragende "udklædning" stor beundring, og snart sidder kaliffen ved siden af en smuk, ung dame. Hun drikker ham fuld og tager ringen fra ham og forlader ham.
Den stakkels kalif skal tilbringe lang tid i fremmede lande, hvor han skal optræde som jonglør for at forsørge sig selv. Han må udholde mange besvær, indtil han pludselig ser en dame, der ligner hende, der tog ringen fra ham, og han forsøger at få sin ring tilbage. Men han tog fejl, det er ikke hende. 
En dag ser kaliffen endelig sin ring i vinduet hos en antikvitetshandler. Han springer ned i kælderen, griber ringen og løber ud på gaden forfulgt af antikvitetshandleren. En politimand har allerede lagt sin hånd på kaliffens skulder, da Kaliffen udtaler det magiske ord og forsvinder for øjnene af de forbløffede mennesker. I næste øjeblik står kaliffen i sin tronsal, hvor storvesiren er ved at henrette tryllekunstneren og udråbe sig selv til kalif. Men kaliffen har andre ønsker. Storvesiren afsættes, og erstattes af tryllekunstneren. Kaliffen sætter sig på sin trone igen og modtager sit loyale folks hyldest.

## Medvirkende
- Carl Alstrup
- Elith Pio
- Gustav Lund
- Oscar Stribolt
- Edmund Østerbye